# GlovePIE
GlovePIE是一个模拟和转换输入设备的软件。例如可以让Wii手柄信号模拟为键盘、鼠标或游戏手柄在电脑上打游戏，可以用Wii手柄控制Midi输出，不过这需要编写一些脚本实现。GlovePIE现在能接受的设备有鼠标、键盘、游戏手柄、PPJoy（一种虚拟游戏手柄）、P5数据手套、Wii Remote、MIDI和语音识别输入。